# Olone
Olone è un termine coniato da Arthur Koestler nel 1968. Nella teoria dei sistemi non lineari, l'olone è una parte di un sistema complesso, che ha una sua individualità, ma è anche parte integrata di un sistema di ordine superiore. L'olone è composto da altri sotto-sistemi, che solitamente sono degli oloni anch'essi. Ad esempio, ogni essere umano è un individuo, singolo, che fa parte di una comunità sociale. A sua volta, l'essere umano è formato da un insieme di cellule, ognuna individualmente differente dalle altre, che sono oloni a loro volta.
Possiamo riassumere le caratteristiche degli oloni in breve:
1. Fanno parte di un ordine stratificato
2. La loro interazione è sensibilmente diversa dal singolo comportamento (la somma è maggiore o minore delle parti)
3. Ogni olone fa parte integrante del "tutto" di ordine superiore, pur affermando la sua natura individuale (società e nazioni, individuo e società, cellula ed essere vivente)

Dalle tendenze contrapposte di autoaffermazione ed essere parte integrante di un tutto di ordine superiore, nei sistemi sani si raggiunge un equilibrio, la cui rottura in un senso o nell'altro causa la disfunzione del sistema stesso e degli oloni, fino agli estremi della loro (auto)distruzione. Esempi di rottura dell'equilibrio sono il tumore, come eccesso di autoaffermazione, oppure la desertificazione dovuta all'agricoltura, come mancanza di diversificazione.